# Kaye Ballard
Kaye Ballard (született Catherine Gloria Balotta) (Cleveland, Ohio, 1925. november 20. – Rancho Mirage, Kalifornia, 2019. január 19.) amerikai színésznő, énekesnő.

## Filmjei
Mozifilmek
- The Girl Most Likely (1958)
- A House Is Not a Home (1964)
- Which Way to the Front? (1970)
- Ritz fürdőház (The Ritz) (1976)
- Bolondos péntek (Freaky Friday) (1976)
- Ismét szerelem (Falling in Love Again) (1980)
- A sátán keze (Pandemonium) (1982)
- The Perils of P.K.  (1986)
- A tigris visszatér (Tiger Warsaw) (1988)
- Modern szerelem (Modern Love) (1990)
- Eternity  (1990)
- Fate  (1990)
- Joey Takes a Cab (1991)
- Ellopott elefánt (Ava's Magical Adventure) (1994)
- A modern Tom Sawyer kalandjai (The Modern Adventures of Tom Sawyer) (1998)
- Minizsenik (Baby Geniuses) (1999)
- Ámokfutó szerencse (The Million Dollar Kid) (2000)
- Little Insects (2000, hang)

Tv-filmek
- Li'l Abner in the Dogpatch Today (1978)
- Irene (1981)

Tv-sorozatok
- Play of the Week (1961, egy epizódban)
- The Patty Duke Show (1964, egy epizódban)
- The Mothers-In-Law (1967–1969, 56 epizódban)
- Laugh-In (1968, egy epizódban)
- The Red Skelton Show (1969, egy epizódban)
- All My Children (1970)
- The Doris Day Show (1970–1972, tíz epizódban)
- Love, American Style (TV Series) (1970–1973, három epizódban)
- Here's Lucy (1971, egy epizódban)
- The Montefuscos (1975, egy epizódban)
- Police Story (1976, egy epizódban)
- Alice (1977, egy epizódban)
- Flying High (1978, egy epizódban)
- Szerelemhajó (The Love Boat) (1978–1981, három epizódban)
- Fantasy Island (1979, egy epizódban)
- Broadway on Showtime (1980, egy epizódban)
- The Steve Allen Comedy Hour (1980)
- Álomkereskedők (The Dream Merchants) (1980, két epizódban)
- Trapper John, M.D. (1980–1981, két epizódban)
- Boomer, a csodakutya (Here's Boomer) (1981, egy epizódban)
- Great Performances (1983, egy epizódban)
- Young People's Specials (1984, egy epizódban)
- The Law and Harry McGraw (1987, egy epizódban)
- The Super Mario Bros. Super Show! (1989, egy epizódban)
- Monsters (1989, egy epizódban)
- The Munsters Today (1989–1991, két epizódban)
- What a Dummy (1990–1991, 24 epizódban)
- Daddy Dearest (1993, egy epizódban)
- Fraser és a farkas (Due South) (1994–1995, három epizódban)
- Ron Russell's Set the Record Straight (2009, egy epizódban)